# Ángel Cruz Rueda
Ángel Cruz Rueda (Jaén, 1888-Madrid, 1961) fue un catedrático de Filosofía, periodista, escritor y crítico literario, biógrafo de Azorín, catedrático de Literatura, director del Instituto Aguilar y Eslava (1930), presidente de la Comisión Provincial para la Depuración Franquista del Profesorado y alcalde del municipio cordobés de Cabra después del golpe de Estado y hasta 1940, en cuya ciudad hubo un colegio de Primaria con su nombre. Sin embargo, de acuerdo con la Ley de Memoria Histórica y siguiendo la propuesta del Consejo Escolar, fue cambiado por el de la periodista y autora de la generación del 98 Carmen de Burgos. En su Jaén natal hay también una recoleta y céntrica plaza que lleva aún su nombre y también ha sido propuesto uno nuevo recientemente.

## Vida, premios y distinciones
A los 13 años quedó huérfano de padre y su tío, párroco del Sagrario de la S.I. Catedral, pasó a encargarse de su educación. Estudió en Granada y Madrid y se licenció en Derecho, casado y padre de cinco hijos, daba clases de forma temporal, principalmente en Jaén hasta que en 1926 obtuvo en el Instituto Aguilar y Eslava de Cabra la cátedra de Lógica, Ética y Rudimentos del Derecho.
Realizó diversas publicaciones de difusión provincial en los ámbitos donde se movía entre Jaén y Cabra.
Se le otorgó el Premio Nacional de Literatura en 1929 por sus libros originales de lecturas literarias destinadas a los niños. Alcanzó en esta ocasión el primer Premio Alejandro Casona, por su obra Flor de leyendas, y el segundo premio se otorgó a Ángel Cruz Rueda por Las gestas heroicas castellanas contadas a los niños. El 24 de diciembre se publica la Real Orden por la que se otorga el único Premio Nacional de Literatura dotado con 5000 pessetas, a Ángel Cruz Rueda, catedrático del Instituto Aguilar y Eslava de Cabra. El Jurado que otorgó el premio estaba compuesto por Ramón Menéndez Pidal, José Martínez Ruiz ”Azorín”, Antonio Ballesteros Beretta y Gabriel Miró, que actuó como secretario.
Fue nombrado en 1935 hijo predilecto de Jaén y en septiembre de 1938, siendo alcalde de la ciudad, es nombrado "por aclamación" hijo adoptivo de Cabra.
Desempeñó un papel de colaborador con el régimen franquista en la depuración de los maestros afines a la Segunda República.
Se le nombró miembro honorífico del IEG, Instituto de Estudios Giennenses, dependiente de la Diputación de Jaén.

## Ocupaciones y cargos desempeñados
- Abogado
- Catedrático de Literatura
- Concejal del Ayuntamiento de Cabra en julio de 1928.
- Director del Instituto Aguilar y Eslava de Cabra (junio de 1930), sustituyendo a Manuel González-Meneses Jiménez.
- Alcalde de Cabra (1936-40): El 5 de agosto, bajo la presidencia del capitán de caballería don Ramón Escofet, tuvo lugar una sesión en el Ayuntamiento en la que se nombra una gestora que presidió como alcalde Ángel Cruz Rueda.
- Presidente de la Comisión Provincial para la Depuración Franquista del Magisterio Español.
- Director del Instituto de Segunda Enseñanza Lope de Vega de Madrid.

## Obras
- Armando Palacio Valdés: estudio biográfico. París, Madrid, Lisboa: Agence Mondiale de Librarie, 1925.
- Las gestas heroicas castellanas contadas a los niños: el rey Rodrigo, Bernardo del Carpio, los siete infantes de Lara, el Conde Fernán González, el Cid. Madrid: Biblioteca Nueva, 1931.
- Semblanza de Azorín. Incluida en Azorín: obras selectas. Madrid, 1943.
- El artista y el estilo. colección de ensayos ordenados y precedidos de nuevo estudio acerca de la vida y obra de Azorín, n.º 191 de la colección Crisol, Madrid: Aguilar, 1946.
- Bibliografía de Baroja, 1946
- Nuevo retrato literario de Azorín, incluido en el primer volumen de las Obras Completas. Madrid, 1947.
- Azorín, 1873-1967. Obras completas. Introducción, notas preliminares, bibliografía y ordenación por A. Cruz Rueda. Madrid: Aguilar, 1948-1954
- Minuta de cervantismo, Madrid: Biblioteca Nueva, 1948.
- Armando Palacio Valdés: su vida y su obra. Madrid: SAETA, 1949
- Mujeres de Azorín. Madrid: Biblioteca Nueva, 1953.
- La generación del 98. Serie Textos Españoles, tomo XII. Salamanca: Anaya, 1961